# Puerto deportivo de Guetaria

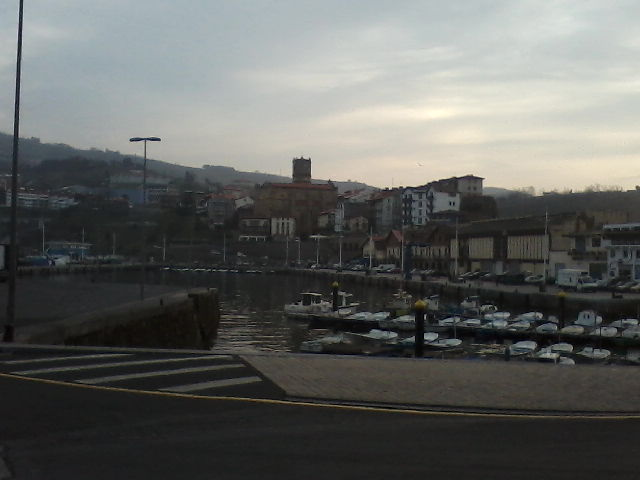
Vista del puerto deportivo con el fondo del pueblo de Getaria

Contraseña de la provincia marítima de Pasajes a la que pertenece.

El Puerto Deportivo de Guetaria en Guipúzcoa se encuentra perfectamente integrado pueblo-puerto, con el entorno, con sus gentes y su mentalidad pesquera y marítima desde hace siglos. Personajes tan ilustres y con tanta historia marítima como Juan Sebastián Elcano nacieron en esta tierra.
En la actualidad, y según información de la Dirección de Puertos de San Sebastián, perteneciente a Gobierno Vasco, no existen previstas nuevas actuaciones en este puerto a corto plazo.
Con las obras construidas en este puerto en los últimos años se han resuelto los problemas fundamentales que existían. La ampliación que se realizó del dique norte y la ejecución del dique sur han proporcionado el abrigo necesario de la dársena y el uso en buenas condiciones del Muelle sur, completando la infraestructura básica.
Las dimensiones del puerto han permitido la implantación de tres pantalanes con capacidad para 260 embarcaciones de recreo haciendo compatible este uso con el de la pesca.
La ampliación de la zona portuaria en la parte posterior de la Cofradía y Fábrica de Hielo, ha posibilitado la implantación de un edificio de dos plantas, la de sótano y una planta baja que cubre la demanda de instalaciones relacionadas tanto con la actividad de pesca como con la náutico-deportiva.